# 양경원
양경원(楊炅沅，1981년 4월 1일 ~ )은 대한민국의 배우이다. 2010년 뮤지컬 《브로드웨이 42번가》로 데뷔하였다.

## 학력
- 국민대학교 건축학과 (졸업)

## 연기 활동

### 드라마
- 2019년 《아스달 연대기》 ... 터대 역
- 2019~2020년 《사랑의 불시착》 ... 표치수 역
- 2020년 《하이바이, 마마!》 ... 국봉 역 - 퇴마사 (9, 10, 11, 12회)
- 2021년 《빈센조》 ... 이철욱 역
- 2021년 《드라마 스테이지 - 덕구 이즈 백》 ... 천덕구 역
- 2022년 《빅마우스》 ... 공지훈 역
- 2022년 《오늘은 좀 매울지도 몰라》 ... 강창욱 역
- 2023년 《웰컴투 삼달리》 … 전대영 역
- 2024년 《세작, 매혹된 자들》 … 유현보 역
- 2024년 《지옥에서 온 판사》 … 양승빈 역
- 2025년 《첫, 사랑을 위하여》 … 윤태오 역

### 뮤지컬
- 《브로드웨이 42번가》

### 예능
- 2020년 《미스터리 음악쇼 복면가왕》 ... 기사도 정신으로 가왕석까지 전진~! 돈키호테 (참가자)

## 수상 및 후보
| 연도 | 시상식                         | 부문                       | 작품          | 결과 |
| ---- | ------------------------------ | -------------------------- | ------------- | ---- |
| 2020 | 제56회 백상예술대상            | TV부문 남자 조연상         | 사랑의 불시착 | 후보 |
| 2020 | 2020 아시아 모델 어워즈        | 남자배우 부문 라이징스타상 | 사랑의 불시착 | 수상 |
| 2021 | 제7회 아시아태평양 스타 어워즈 | 남자 연기상                | 사랑의 불시착 | 후보 |